# Brandkräuter
Brandkräuter (Phlomis) sind eine Pflanzengattung in der Familie der Lippenblütler (Lamiaceae).

## Beschreibung

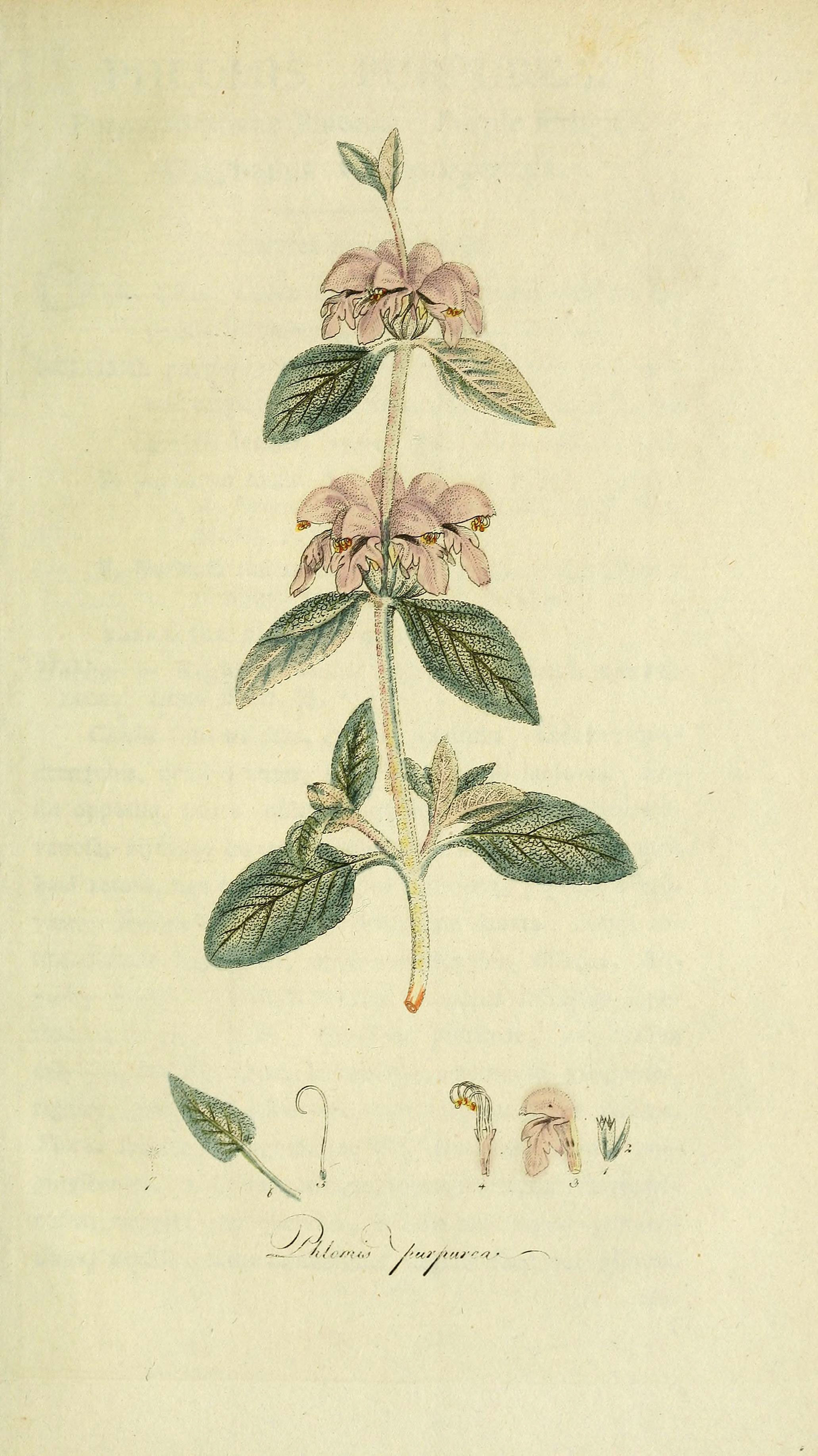
Illustration aus Flora Europaea inchoata, Tafel 53 des Purpurroten Brandkraut (Phlomis purpurea)

### Vegetative Merkmale
Die Phlomis-Arten wachsen als ausdauernde krautige Pflanzen, Halbsträucher oder Sträucher. Stängel und Blätter sind mehr oder weniger dicht filzig behaart mit sternartigen oder bäumchenförmigen Trichomen; Drüsenhaare sind bei einigen Arten vorhanden.
Die gegenständig angeordneten Laubblätter sind ungeteilt. Der Blattrand ist ganzrandig oder gekerbt-gezähnt.

### Generative Merkmale
Jeweils wenige bis viele Blüten stehen in dicht- bis voneinander entfernt stehenden Scheinquirlen. Wenn Deckblätter vorhanden sind, dann sind sie pfriemlich bis eiförmig. Die Halbquirle sind in der Regel nicht gestielt. Die Blüten sind meist sitzend.
Die zwittrigen Blüten sind zygomorph und fünfzählig mit doppelter Blütenhülle. Die fünf Kelchblätter sind röhrig bis röhrig-glockigförmig verwachsen. Der Kelch besitzt fünf bis zehn Nerven und endet in fünf gleichen oder ungleichen Kelchzähnen. Die gelbe, rosa-, purpurfarbene oder weiße Krone ist zygomorph und deutlich zweilippig. Die Oberlippe ist helmförmig gewölbt und ausgerandet. Die Unterlippe ist abstehend, dreilappig mit einem großen Mittellappen und zwei kleinen, stumpfen Seitenlappen. Von den vier Staubblättern sind zwei kürzer, zwei länger. Sie tragen unterhalb der Mitte ein abwärts gerichtetes Zähnchen. Sie sind kürzer als die Kronröhre oder überragen sie, ragen dabei jedoch nicht über die Oberlippe hinaus. Alle vier Staubblätter sind fruchtbar. Die Narbenäste sind ungleich.
Die Teilfrüchte der Klausenfrucht sind dreikantig eiförmig mit stumpfem Ende und kahler oder behaarter Oberfläche.

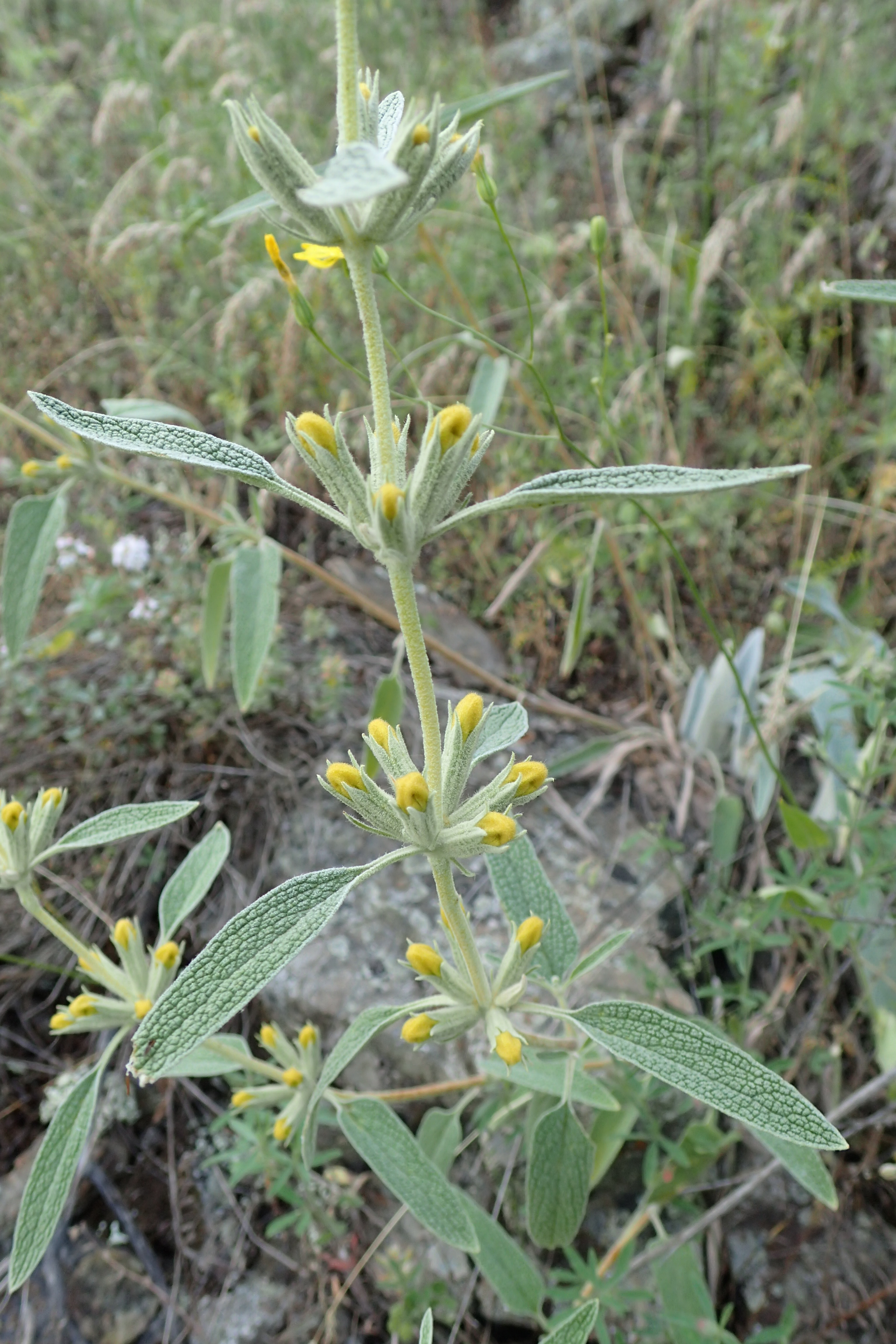
Phlomis armeniaca

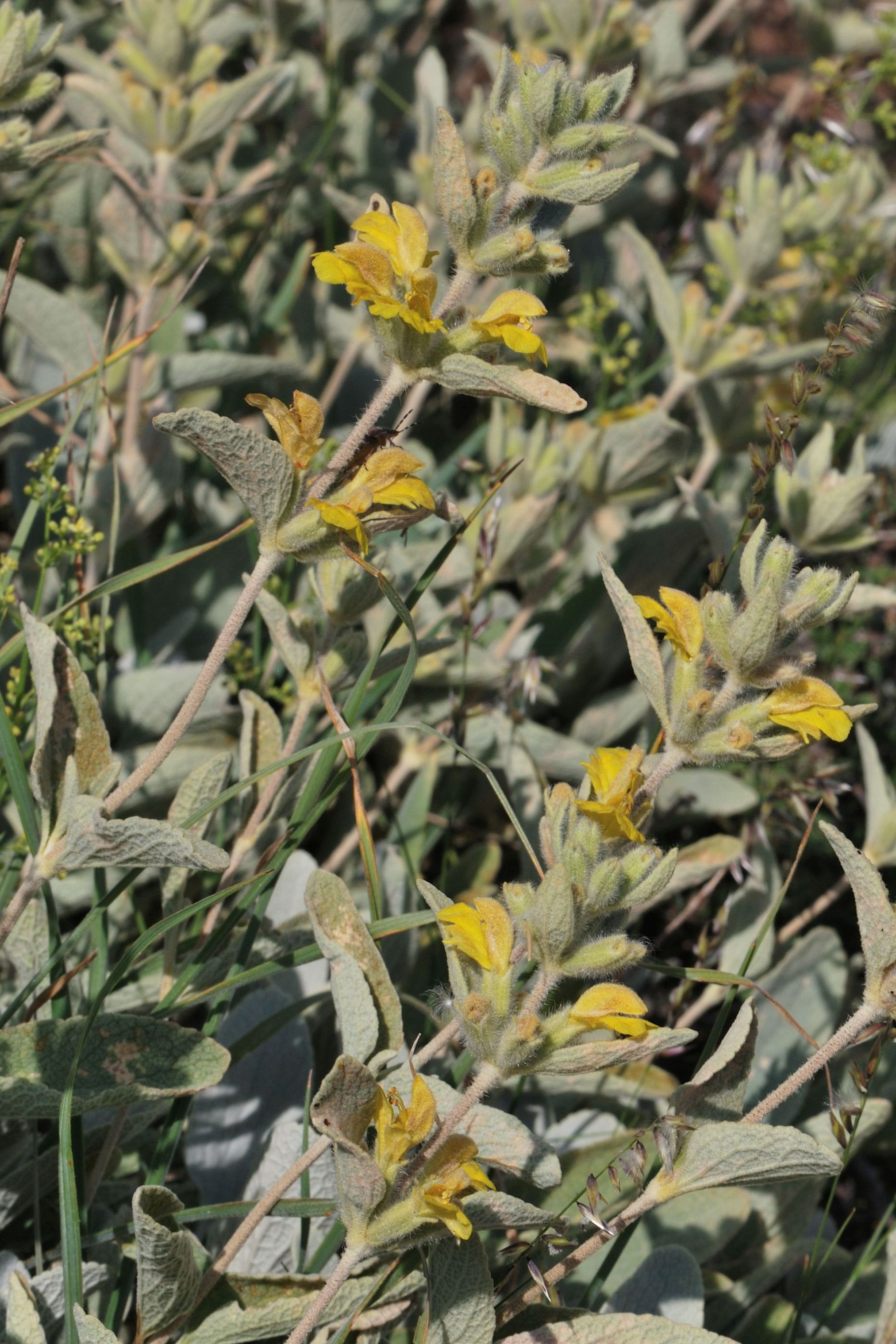
Phlomis brevilabris

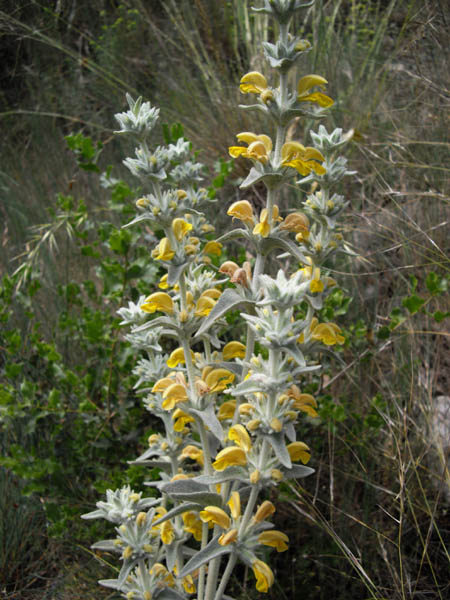
Phlomis crinita

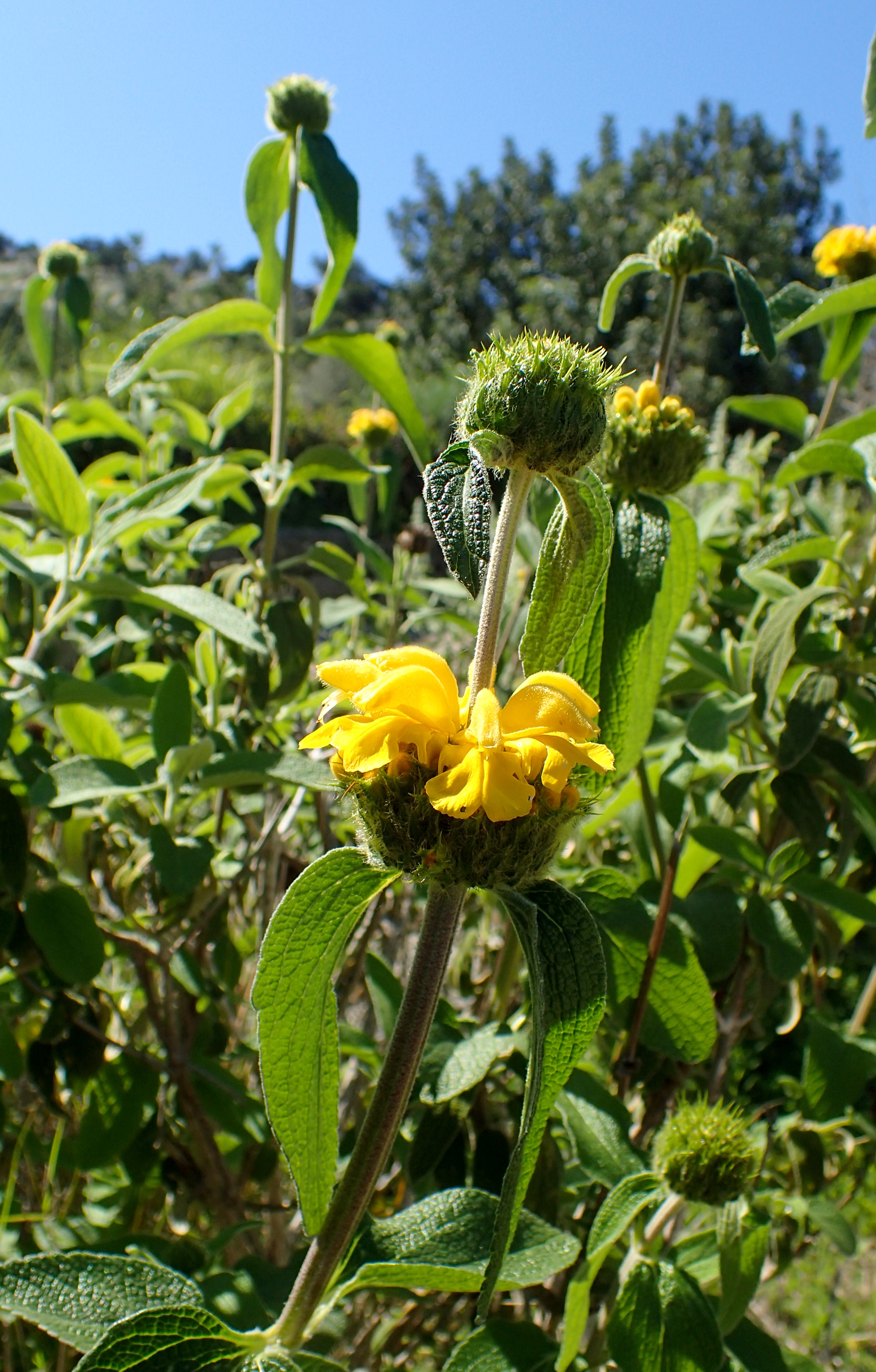
Phlomis cypria

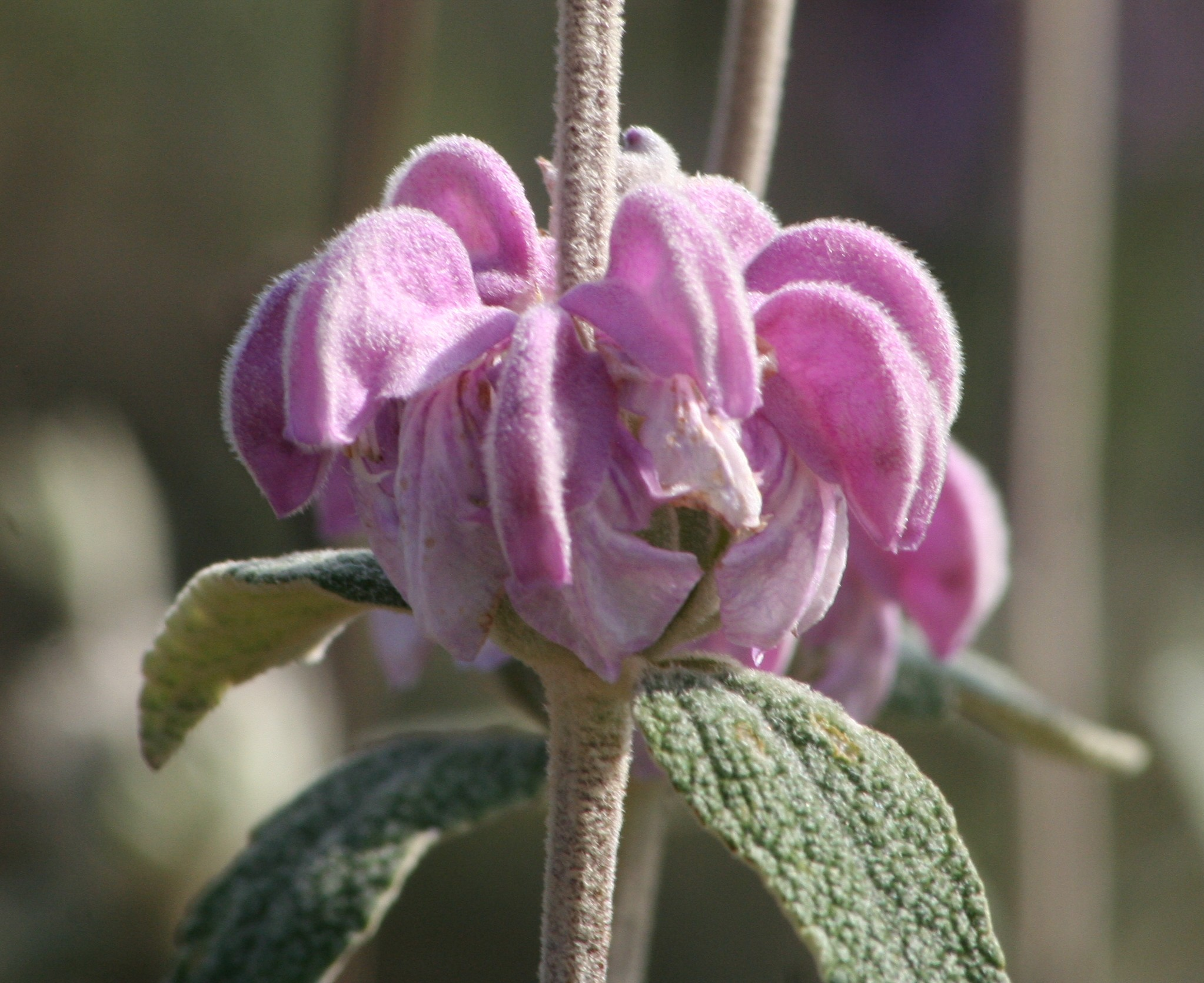
Wind-Brandkraut (Phlomis herba-venti)

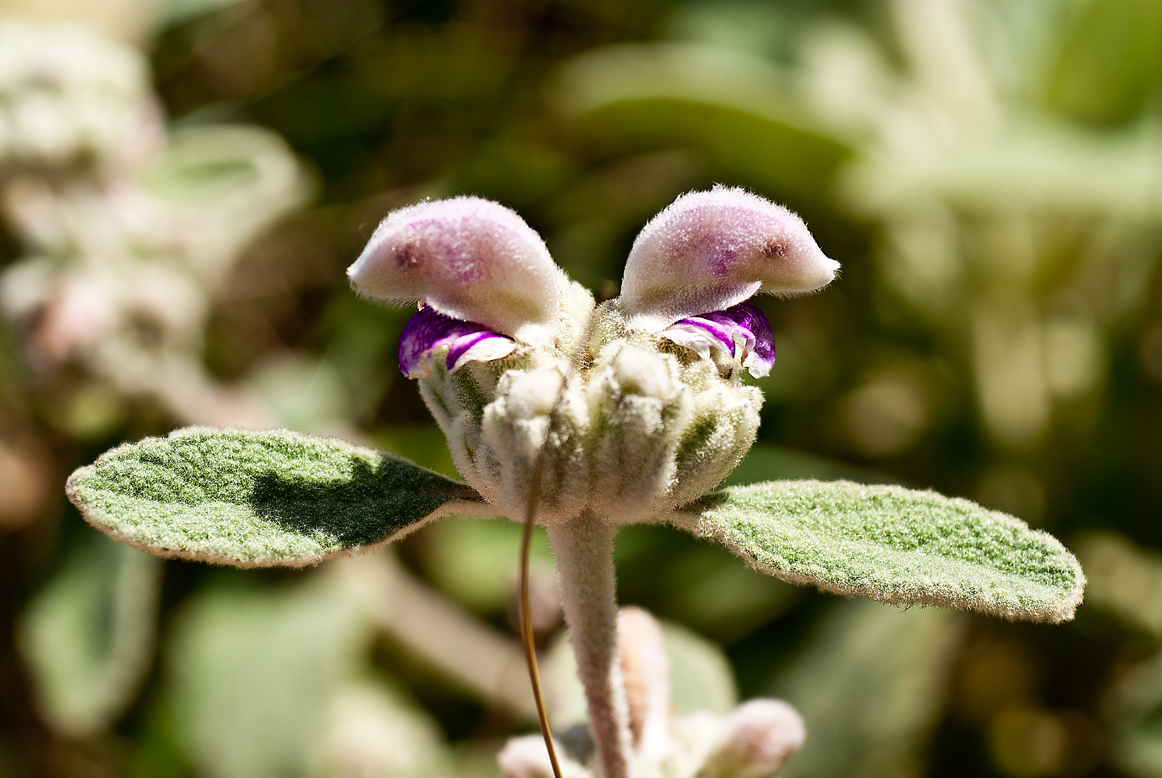
Balearen-Brandkraut (Phlomis italica)

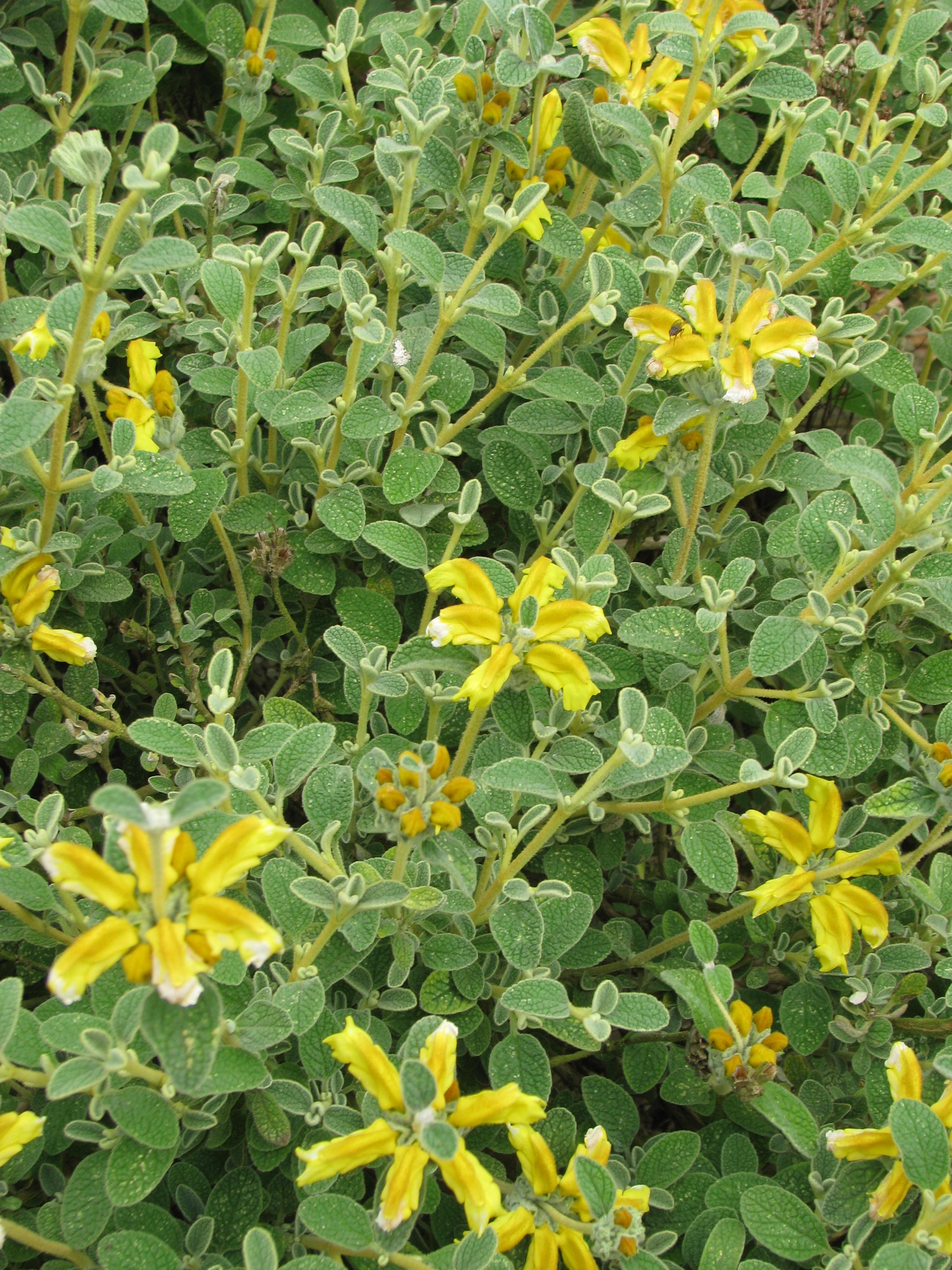
Wolliges Brandkraut (Phlomis lanata)

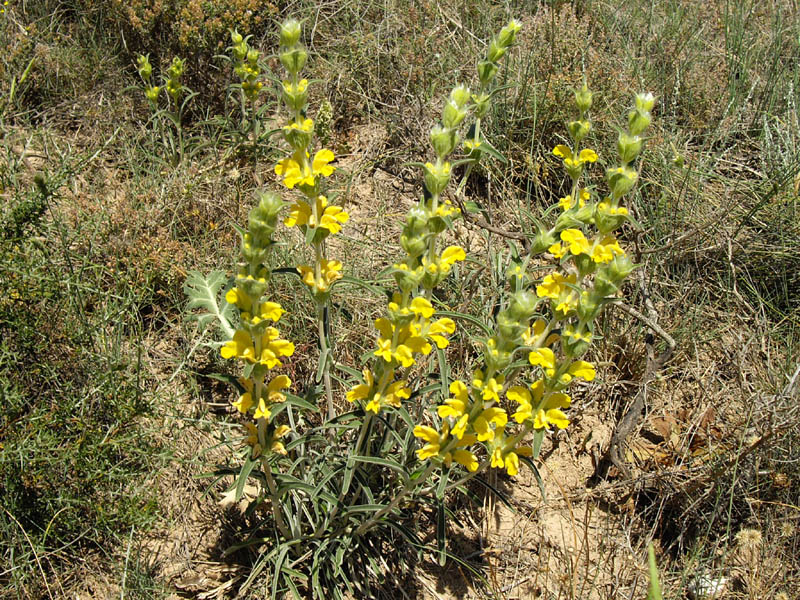
Filziges Brandkraut (Phlomis lychnitis)

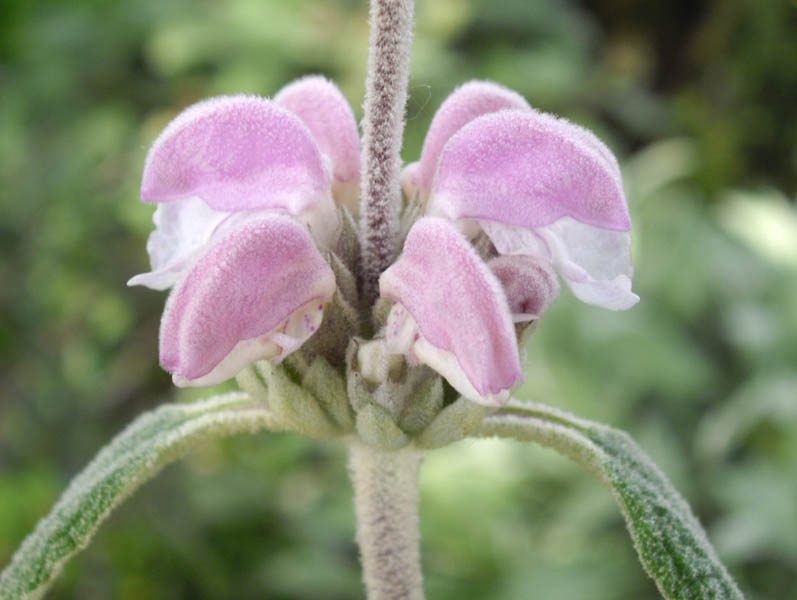
Purpurrotes Brandkraut (Phlomis purpurea)

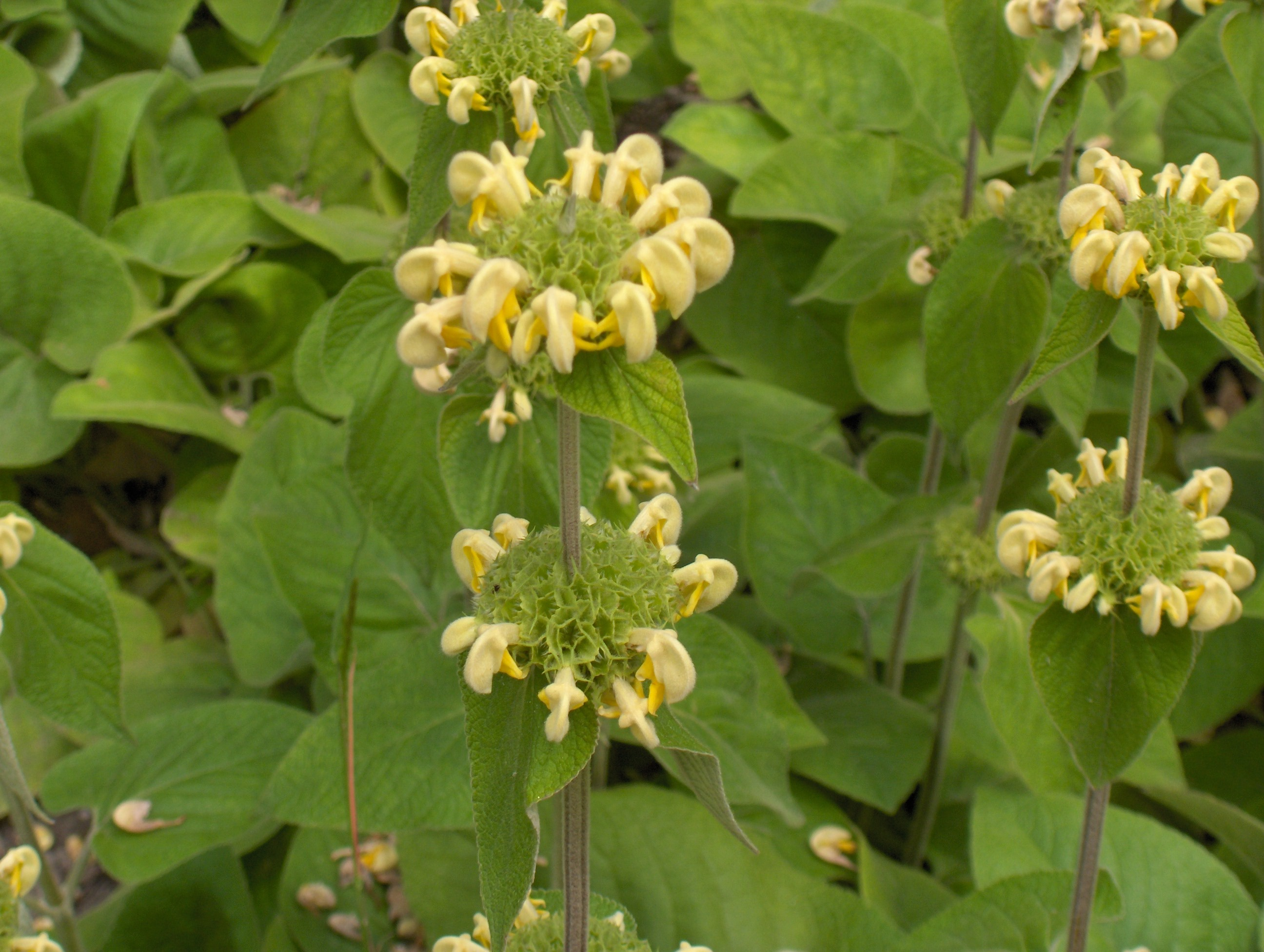
Russel-Brandkraut (Phlomis russeliana)

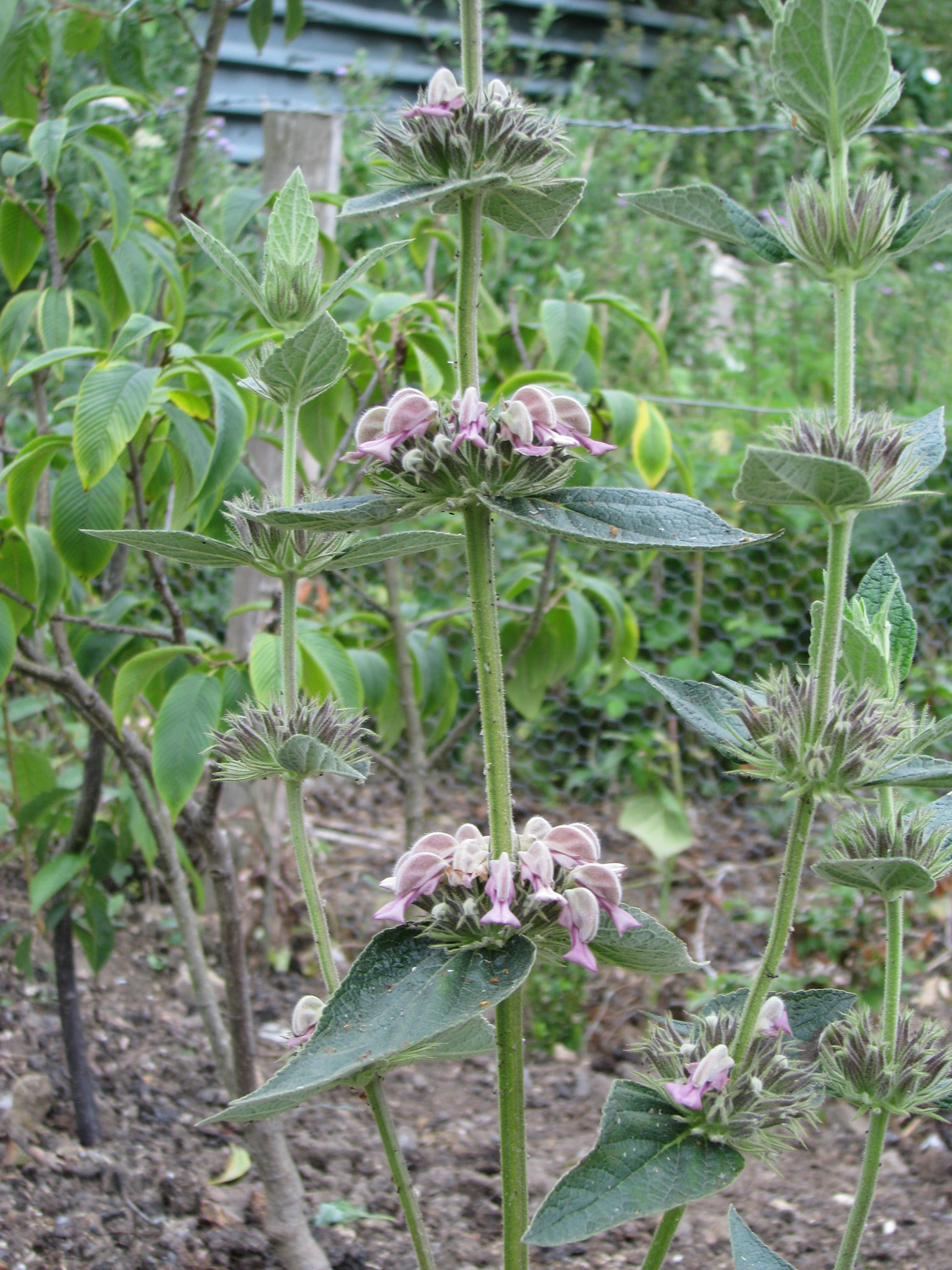
Samos-Brandkraut (Phlomis samia)

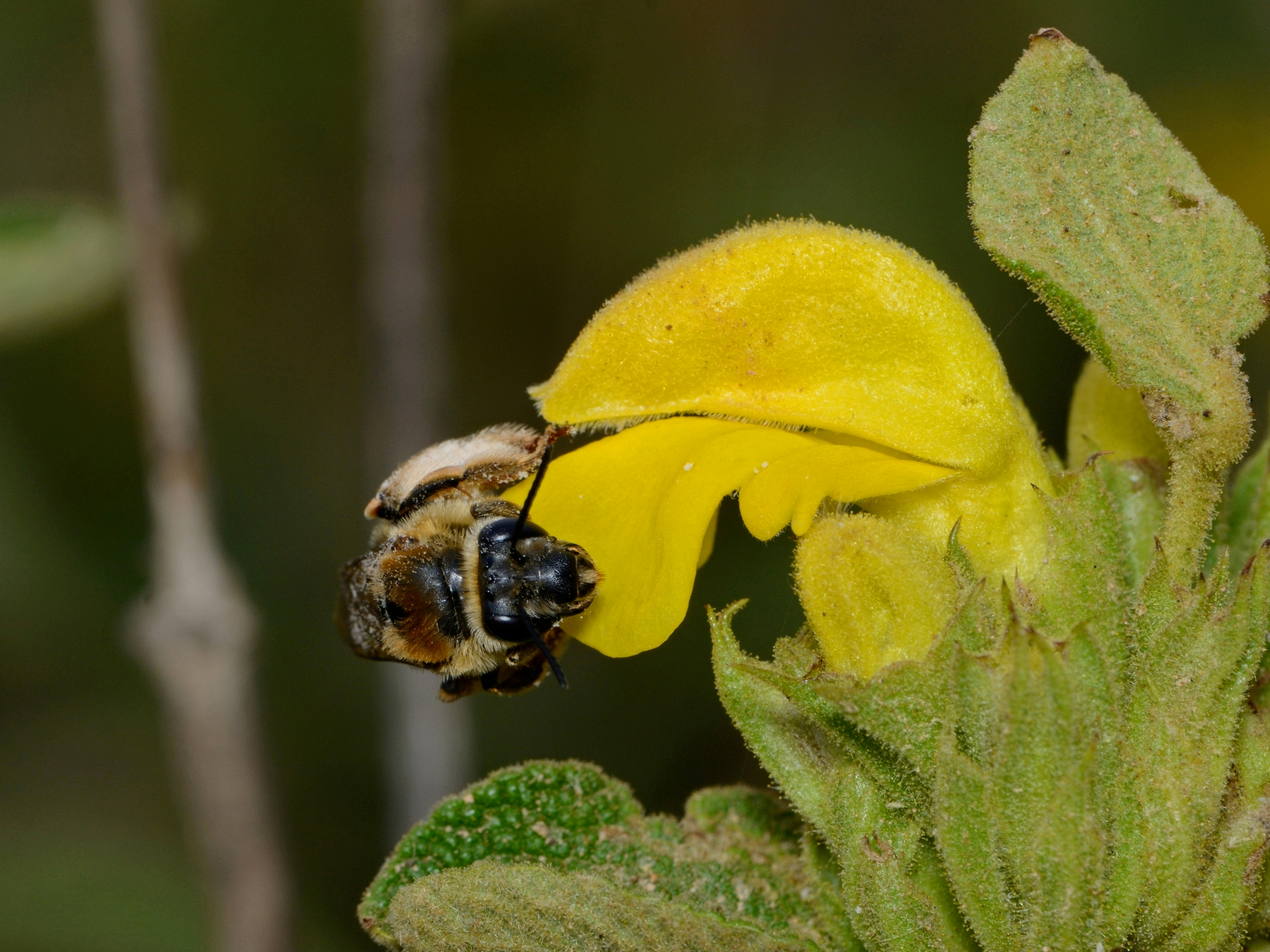
Klebriges Brandkraut (Phlomis viscosa)

## Systematik
Die Gattung Phlomis gehört zur Tribus Lamieae in der Unterfamilie Lamioideae innerhalb der Familie der Lippenblütler (Lamiaceae).
Es gibt etwa 91 Phlomis-Arten:
- Phlomis amanica Vierh.: Es ist ein Endemit in der türkischen Provinz Hatay.[3]
- Phlomis angustissima Hub.-Mor.: Die Heimat ist die südwestliche Türkei.[3]
- Phlomis anisodonta Boiss.: Es gibt zwei Unterarten:
  - Phlomis anisodonta subsp. anisodonta: Sie kommt im nördlichen Irak und im Iran vor.[3]
  - Phlomis anisodonta subsp. occidentalis Jamzad: Sie kommt im Iran vor.[3]
- Phlomis antiatlantica J.P.Peltier: Die Heimat ist Marokko.[3]
- Phlomis armeniaca Willd.: Die Heimat ist die Türkei.[3]
- Phlomis aucheri Boiss.: Die Heimat ist der westliche Iran.[3]
- Phlomis aurea Decne.: Die Heimat ist die Sinai-Halbinsel.[3]
- Phlomis bourgaei Boiss.: Die Heimat ist die südwestliche Türkei[3] und die ostägäischen Inseln.[5]
- Phlomis bovei Noë: Es gibt zwei Unterarten:
  - Phlomis bovei subsp. bovei: Sie kommt in Algerien und Tunesien vor.[3]
  - Phlomis bovei subsp. maroccana Maire: Sie kommt in Marokko vor.[3]
- Phlomis brachyodon (Boiss.) Zohary ex Rech. f.: Es gibt zwei Unterarten:
  - Phlomis brachyodon subsp. brachyodon: Sie kommt von Syrien bis Arabien vor.[3]
  - Phlomis brachyodon subsp. damascena (Bornm.) Sam.: Sie kommt in Syrien vor.[3]
- Phlomis brevibracteata Turrill: Dieser Endemit kommt nur auf Zypern vor.[3]
- Phlomis brevidentata H.W.Li: Die Heimat ist Tibet.[3]
- Phlomis brevilabris Ehrenb. ex Boiss.: Die Heimat ist Syrien.[3]
- Phlomis bruguieri Desf.: Das Verbreitungsgebiet reicht von der südöstlichen Türkei bis in den westlichen Iran.[3]
- Phlomis brunneogaleata Hub.-Mor.: Die Heimat ist die südliche Türkei.[3]
- Phlomis bucharica Regel: Die Heimat ist Tadschikistan und das nördliche Afghanistan.[3]
- Phlomis cancellata Bunge: Das Verbreitungsgebiet reicht von Transkaukasien bis ins nordwestliche Afghanistan.[3]
- Phlomis capitata Boiss.: Die Heimat ist die Türkei.[3]
- Phlomis carica Rech. f.: Die Heimat ist die südwestliche Türkei.[3]
- Kaschmir-Brandkraut (Phlomis cashmeriana Royle ex Benth.): Das Verbreitungsgebiet reicht von Afghanistan bis zum westlichen Himalaja.[3]
- Phlomis cashmirica Wells: Die Heimat ist Kaschmir.[3]
- Phlomis chimerae Boissieu: Die Heimat ist die südliche Türkei.[3]
- Phlomis chorassanica Bunge: Die Heimat ist der nordöstliche Iran.[3]
- Phlomis chrysophylla Boiss.: Die Heimat ist Syrien und Palästina.[3]
- Kreta-Brandkraut (Phlomis cretica C.Presl): Die Heimat ist Griechenland und Inseln der Ägäis.[3]
- Phlomis crinita Cav.: Es gibt drei Unterarten:
  - Phlomis crinita subsp. crinita: Sie kommt nur im östlichen Spanien vor.[3]
  - Phlomis crinita subsp. malacitana (Pau) Cabezudo, Nieto Caldera & T.Navarro: Sie kommt nur im zentralen Spanien vor.[3]
  - Phlomis crinita subsp. mauritanica (Munby) Murb. (Syn.: Phlomis mauritanica Munby): Sie kommt in Marokko, Algerien und Tunesien vor.[3]
- Phlomis cuneata C.Y.Wu: Die Heimat ist Tibet.[3]
- Phlomis cyclodon Knorring: Die Heimat ist Tadschikistan.[3]
- Phlomis cypria Post: Dieser Endemit kommt nur auf Zypern vor.[3]
- Phlomis dincii Yild.: Die Heimat ist die Türkei.[3]
- Phlomis drobovii Popov: Die Heimat ist Zentralasien.[3]
- Phlomis elliptica Benth.: Die Heimat ist der westliche und südliche Iran.[3]
- Phlomis elongata Hand.-Mazz.: Die Heimat ist der Irak.[3]
- Phlomis floccosa D.Don: Die Heimat ist Ägypten, Libyen, Tunesien und in Griechenland die Insel Karpathos[3] sowie[5] die ostägäischen Inseln.
- Phlomis fruticetorum Gontsch.: Die Heimat ist das östliche Tadschikistan.[3]
- Strauchiges Brandkraut (Phlomis fruticosa L.): Das Verbreitungsgebiet umfasst den östlichen Mittelmeerraum und reicht von Sardinien bis Griechenland mit wenigen Vorposten in Anatolien[2][6] und in Zypern.[4] Darüber hinaus gibt es aus Zierpflanzenkultur verwilderte Vorkommen beispielsweise in der Krim und in Transkaukasien[7] oder in Spanien.[8]
- Phlomis ghilanensis K.Koch: Die Heimat ist der nördliche Iran.[3]
- Phlomis grandiflora H.S.Thomps.: Die Heimat ist die südliche und südwestliche Türkei und die östliche Ägäis.[3]
- Wind-Brandkraut (Phlomis herba-venti L.): Es gibt fünf Unterarten:
  - Phlomis herba-venti subsp. herba-venti: Sie kommt in Südeuropa, in Marokko und in Algerien vor.[3]
  - Phlomis herba-venti subsp. kopetdaghensis (Knorring) Rech. f. (Syn.: Phlomis kopetdaghensis Knorring): Sie kommt im südlichen Turkmenistan und im Iran vor.[3]
  - Phlomis herba-venti subsp. lenkoranica (Knorring) Rech. f. (Syn.: Phlomis lenkoranica Knorring): Sie kommt von Transkaukasien bis ins südliche Turkmenistan vor.[3]
  - Phlomis herba-venti subsp. pungens (Willd.) Maire ex DeFilipps (Syn.: Phlomis pungens Willd.): Sie kommt in Nordwestafrika vor und von Südosteuropa bis zum Iran.[3]
  - Phlomis herba-venti subsp. urmiensis Jamzad: Sie kommt im Iran vor.[3]
- Phlomis hypoleuca Vved.: Die Heimat ist Zentralasien.[3]
- Phlomis integrifolia Hub.-Mor.: Die Heimat ist die Türkei.[3]
- Phlomis isiliae Yild.: Die Heimat ist die Türkei.[3]
- Balearen-Brandkraut (Phlomis italica L.): Die Heimat sind die Balearen. Der lateinische Name beruht auf einem Irrtum, ist aber dennoch gültig.[3]
- Phlomis kotschyana Hub.-Mor.: Die Heimat ist die Türkei und Syrien.[3]
- Phlomis kurdica Rech. f.: Das Verbreitungsgebiet reicht von der östlichen Türkei bis zum westlichen Iran und nach Israel.[3]
- Wolliges Brandkraut (Phlomis lanata Willd.): Dieser Endemit kommt nur auf Kreta vor.[3]
- Phlomis lanceolata Boiss. & Hohen.: Das Verbreitungsgebiet reicht von der Türkei und dem Irak bis zum Iran.[3]
- Phlomis leucophracta P.H.Davis & Hub.-Mor.: Die Heimat ist die südliche Türkei.[3]
- Phlomis linearifolia Zakirov: Die Heimat ist Tadschikistan.[3]
- Phlomis linearis Boiss. & Balansa: Die Heimat ist die Türkei.[3]
- Phlomis longifolia Boiss. & Blanche: Die Heimat ist der östliche Mittelmeerraum.[3]
- Phlomis lunariifolia Sm.: Die Heimat ist die Türkei und Zypern.[3]
- Phlomis lurestanica Jamzad: Sie kommt im Iran vor.[3]
- Filziges Brandkraut (Phlomis lychnitis L.): Die Heimat ist Portugal, Spanien und Frankreich.[3]
- Phlomis lycia D.Don: Die Heimat ist die östliche Ägäis und die südwestliche Türkei.[3]
- Phlomis majkopensis (Novopokr.) Grossh.: Die Heimat ist der nördliche Kaukasusraum.[3]
- Phlomis mazandaranica Jamzad: Sie kommt im Iran vor.[3]
- Phlomis mindshelkensis Lazkov: Sie kommt in Kasachstan vor.[3]
- Phlomis monocephala P.H.Davis: Die Heimat ist die südliche Türkei.[3]
- Phlomis nana C.Y.Wu: Die Heimat ist Tibet.[3]
- Phlomis nissolii L.: Die Heimat ist die Türkei.[3]
- Phlomis nubilans Zakirov: Die Heimat ist Tadschikistan.[3]
- Phlomis nyalamensis H.W.Li: Die Heimat ist Tibet.[3]
- Phlomis olgae Regel: Die Heimat ist Tadschikistan.[3]
- Phlomis olivieri Benth.: Die Heimat ist der Irak und der Iran.[3]
- Phlomis oppositiflora Boiss. & Hausskn.: Die Heimat ist die östliche Türkei.[3]
- Phlomis orientalis Mill.: Die Heimat ist Transkaukasien und der westliche Iran.[3]
- Phlomis pachyphylla Rech. f.: Die Heimat ist der westliche und südwestliche Iran.[3]
- Phlomis persica Boiss.: Die Heimat ist der Iran.[3]
- Phlomis physocalyx Hub.-Mor.: Die Heimat ist die Türkei.[3]
- Phlomis pichleri Vierh.[4][5] Sie ist ein Endemit der griechischen Inseln Karpathos, Kasos und Saria.[9]
- Phlomis platystegia Post: Die Heimat ist Israel.[3]
- Phlomis polioxantha Rech. f.: Die Heimat ist der nördliche Irak und der westliche und südwestliche Iran.[3]
- Purpurrotes Brandkraut (Phlomis purpurea L.): Es gibt zwei Unterarten:
  - Phlomis purpurea subsp. caballeroi (Pau) Rivas Mart. (Syn.: Phlomis caballeroi Pau): Sie kommt in Marokko und Algerien vor.[3]
  - Phlomis purpurea subsp. purpurea: Sie kommt in Marokko, Portugal und in Spanien vor.[3]
- Phlomis regelii Popov: Die Heimat ist Zentralasien.[3]
- Phlomis rigida Labill.: Das Verbreitungsgebiet reicht von der Türkei bis zum westlichen Iran.[3]
- Russel-Brandkraut (Phlomis russeliana (Sims) Lag. ex Benth.): Die Heimat ist die nördliche Türkei.[3]
- Phlomis salicifolia Regel: Die Heimat ist Zentralasien.[3]
- Samos-Brandkraut (Phlomis samia L.): Das Verbreitungsgebiet reicht von der Balkanhalbinsel bis zur Türkei.[3]
- Phlomis sewerzowii Regel (Syn.: Phlomis angrenica Knorring): Die Heimat ist Zentralasien.[3]
- Phlomis sieheana Rech. f.: Die Heimat ist die Türkei.[3]
- Phlomis sintenisii Rech. f.: Die Heimat ist die östliche Türkei.[3]
- Phlomis spinidens Nevski: Die Heimat ist Tadschikistan.[3]
- Phlomis stewartii Hook. f.: Die Heimat ist das östliche Afghanistan und Pakistan.[3]
- Phlomis syriaca Boiss.: Das Verbreitungsgebiet reicht von der südlichen Türkei bis Israel.[3]
- Phlomis tathamiorum R.M.Haber & Semaan: Die Heimat ist der nördliche Libanon.[3]
- Phlomis tenorei Soldano (Syn. Phlomis ferruginea Ten. nom illeg.): Dieser Endemit kommt nur im südlichen Italien vor.
- Phlomis tenuis Knorring: Die Heimat ist Zentralasien.[3]
- Phlomis thapsoides Bunge: Die Heimat ist Tadschikistan.[3]
- Phlomis tomentosa Regel: Die Heimat ist Tadschikistan.[3]
- Phlomis trineura Rech. f.: Die Heimat ist das nördliche Afghanistan.[3]
- Klebriges Brandkraut (Phlomis viscosa Poir.): Das Verbreitungsgebiet reicht von der südlichen Türkei bis Israel.[3]
- Phlomis zenaidae Knorring: Die Heimat ist Zentralasien (Tien Schan).[3]

Nicht mehr zur Gattung Phlomis gehört unter anderem:
- Phlomoides hybrida (Zelen.) Kamelin & Makhm. (Syn. Phlomis hybrida Zelen.)
- Knollen-Brandkraut (Phlomoides tuberosa (L.) Moench, Syn. Phlomis tuberosa L.): Sie ist die einzige noch Mitteleuropa erreichende Art aus dieser Verwandtschaftsgruppe.